# Лок-Холл
Лок-Холл (англ. Loke Hall) — историческая усадьба в Куала-Лумпуре (Малайзия). Расположен на улице Jalan Tangsi рядом с Площадью Независимости.

## История
Усадьба была построена как городская резиденция для известного местного бизнесмена Лока Чоу Кита. Спроектирована А. К. Мусдином, строительство началось в 1903 году и было завершено в 1907 году. В 1909 году здание было взято в долгосрочную аренду компанией Empire Hotel Company Ltd, которая переоборудовала его в отель. В 1919 году, после проведения реставрационных работ, оно стало известно как Peninsula Hotel, который просуществовал до 1973 года.
В 1973 году в здание переехал Малазийский институт архитекторов, поначалу на условиях двухлетней аренды, позже аренда была продлена. В 1981 году здание было продано компании-застройщику, которая предложила институту освободить здание. На фоне общественного беспокойства о будущем усадьбы Лок-Холл был приобретён городским советом Куала-Лумпура. Малазийский институт архитекторов оставался арендатором до 2012 года. В 2012 году Лок-Холл был объявлен зданием национального наследия. Городской совет решил преобразовать здание в место проведения социальных и культурных мероприятий, которое было открыто в 2017 году. В 2025 году премьер-министр Анвар Ибрагим устроил в здании обеды для премьер-министра Сингапура, а затем президента Индонезии.

## Описание
Говорят, что палладианский архитектурный проект Лок-Холла был выбран Локом Чоу Китом после наблюдений за европейской архитектурой во время его поездки по Европе в 1903 году.